# Daltonia longifolia
Daltonia longifolia là một loài rêu trong họ Daltoniaceae. Loài này được Taylor mô tả khoa học đầu tiên năm 1848.